# 8262 Carcich
8262 Carcich eller 1985 RG är en asteroid i huvudbältet som upptäcktes den 14 september 1985 av den amerikanske astronomen Edward L.G. Bowell vid Anderson Mesa Station. Den är uppkallad efter Brian T. Carcich.